# أنطونيو كوبيلو
أنطونيو دي ليون كوبيلو فيريرا أو (بالإسبانية: Antonio de León Cubillo Ferreira)‏ (وُلِدَ في 3 يوليو 1930 - توفي 10 ديسمبر 2012) في سان كريستوبال دي لا لاغونا - تينيريفي، كان محامي وأستاذ وسياسي إسباني، ومؤسس حركة استقلال جزر الكناري. تعرض لمحاولة اغتيال في الجزائر العاصمة في عام 1978 اعتبرتها المحكمة الوطنية العليا بتكليف من أشخاص مجهولين «لكنهم ينتمون إلى دوائر الشرطة»، وهو هجوم أدين به مخبر الشرطة خوسيه لويس من قبل المحكمة الوطنية العليا. المحكمة. إسبينوزا باردو.

## سيرته الشخصية
ولد في سان كريستوبال دي لا لاغونا (تينيريفي) وهو ابن مدرس، وعاش خلال طفولته في حي بوين باسو، الواقع في بلدة إيكود دي لوس فينوس، شمال الجزيرة. تخرج في القانون من جامعة لا لاغونا، والتحق في عام 1956 كمحامي عمالي.

بعد تشكيله حركة استقلال جزر الكناري، هو أحد مؤسسي حركة جزر الكناري الحرة، وهي منظمة قومية مرتبطة ببعض قطاعات الحزب الشيوعي الكناري في جزر الكناري.
نفي كوبيلو في عام 1960 أولاً إلى باريس ثم إلى الجزائر في عام 1963، حيث حصل على منصب أستاذ اللغة الإسبانية. يؤكد ماتا أنه جنده لإدخاله في الحكومة الجمهورية في المنفى كممثل لحركة استقلال جزر الكناري. أسس في عام 1964 حركة استقلال جزر الكناري (MPAIAC) وأصبح زعيمها الأعلى. كما أنه أنشئ العلم ثلاثي الألوان مع سبعة نجوم خضراء تمثل «النضال من أجل الاستقلال والاشتراكية لجزر الكناري». وبذلك حصلت حركة استقلال جزر الكناري على دعم لجنة التحرير الخاصة لمنظمة الوحدة الأفريقية وذلك لاتخاذها خطًا أفريقيًا.
كانت مزاعم كوبيلو الأساسية هي أن جزر الكناري يمكن أن تكون أفضل حالًا إذا تمكنت من الحفاظ على المزيد من مواردها وتطويرها وبالتالي الحفاظ على قدر أكبر من الاستقلالية عن مدريد. وزعم أن الموارد كبيرة من حيث السياحة والمواقع الجيوسياسية لتطوير النقل البحري وحقول الصيد وحقول النفط وموارد الطاقة الطبيعية. ولكن فشلت الحركة التي أسسها في جذب الدعم العام في جزر الكناري بسبب طبيعتها العنيفة. ظلت المنظمات التي خلفت حركة استقلال جزر الكناري مثل الجبهة الشعبية لجزر الكناري (FREPIC)، هامشية إلى حد كبير.
توفي كوبيلو في 10 ديسمبر 2012 عن عمر يناهز 82 عامًا في منزله في سانتا كروز دي تينيريفي. ودُفن في نفس المدينة.